# Ren'Py
موتور بازی رمان مجازی Ren'Py یک موتور نرم‌افزار آزاد است که از آن برای ساخت رمان‌های مجازی (نوعی خط داستانی روایت‌شده در کامپیوتر) بهره‌برداری می‌شود. Ren'Py یک تکواژ چندوجهی از 恋愛 است که در زبان ژاپنی به معنای «رمان عاشقانه» است و در خود هجای Py که در بعضی پروژه‌های تولیدی از پایتون (زبان برنامه‌نویسی) همانند Pygame دیده می‌شود را دارد و ‌پایتون (زبان برنامه‌نویسی) همان زبانی است که Ren'Py تحت آن نوشته شده‌است. تعداد بازی‌های ساخته‌شده توسط Ren'Py در زبان انگلیسی از ۱۰۰۰ بازی فراتر رفته است.

## قابلیت‌ها
Ren'Py قابلیت تولید داستان‌های شاخه‌ای، ذخیرهٔ فایل‌های سیستمی، عقب‌گرد به نقاط قبلی داستان، اجرای انواع تغییرات در صحنه، محتوای قابل دانلود و... را دارد. این موتور بازی به شما اجازه می‌دهد تا از طریق نوشتن بلوک کدهای پایتون (زبان برنامه‌نویسی) قابلیت‌های اضافه‌ای را که می‌خواهید، به بازی خود بیفزایید.
Ren'Py به زبان پایتون (زبان برنامه‌نویسی) و به کمک کتابخانهٔ Pygame نوشته شده‌است. Ren'Py به صورت رسمی روی ویندوز پشتیبانی می‌شود اما در نسخه‌های اخیر مک‌اواس و لینوکس می‌تواند به کمک چند سامانه مدیریت بسته نصب و اجرا شود. همچنین می‌توان برای آندروید و IOS هم خروجی گرفت.